# Altenbach (Schriesheim)
Altenbach is een plaats in de Duitse gemeente Schriesheim, deelstaat Baden-Württemberg.